# Josef Ouroda
Josef Ouroda (1905, dle britského archivu 13. března 1909, Radkovice u Hrotovic – 2. října 1978, Velká Británie) byl český kovář a letecký mechanik.

## Biografie
Josef Ouroda se narodil v roce 1905 v Radkovicích u Hrotovic. Pracoval jako vyučený kovář, nastoupil na základní vojenskou službu a později pracoval ve Zlíně ve firmě Baťa. V roce 1938 odešel do Polska a vstoupil do československé armády. Následně odešel do Sovětského svazu, kde byl internován do tábora v Orankách. Posléze odešel do Velké Británie, kde pracoval jako mechaník u 311. československé bombardovací perutě.
Po skončení druhé světové války zůstal ve Velké Británii, kde se oženil a roku 1978 zemřel.